# Gelbbauch-Sandrennnatter
Die Gelbbauch-Sandrennnatter (Psammophis subtaeniatus) ist eine Schlangenart aus der Gattung der Sandrennnattern innerhalb der Familie Psammophiidae, die im Südlichen Afrika verbreitet ist.

## Merkmale
Die Gesamtlänge der Gelbbauch-Sandrennnatter liegt typischerweise zwischen 70 und 100 cm, kann aber auch etwa 1,4 m erreichen. Die Beschuppung weist 155 bis 181 Ventralia (Bauchschuppen), 106 bis 132 Subcaudalia, 2 Postocularia und 9 Supralabialia (Oberlippenschilde) auf. Die Anzahl der Infralabialia (Unterlippenschilde) beträgt typischerweise 10, in seltenen Fällen jedoch auch 9 oder 11. Die sieben medianen, dorsalen Schuppenreihen sind braun, dabei manchmal je Schuppe schwarz umrandet. Die vierte und fünfte Schuppenreihe bildet einen gelben oder weißen dorsolateralen Streifen, der oben und unten einen schwarzen Rand aufweist, gefolgt von einem kastanienbraunen bis braunen Band. Die untere Hälfte der äußeren Schuppenreihe (Schuppenreihe 1) und die oberen Bauchschuppen sind weiß, getrennt durch ein Paar schwarze, dünne Linien von einem gelben mittig verlaufenden ventralen Band. Der Kopf ist oben einheitlich braun oder häufiger mit weitgehend quer verlaufenden grauen Flecken versehen, die teilweise nur posterior vorhanden sind und sich als eine Reihe schwacher Querbänder auf dem Hals fortsetzen. Oberlippenschilde, Kinn und Hals sind weiß, gelblich oder zinnoberrot und meist mit schwarzen Punkten gesprenkelt. Die Pupillen sind bei Sandrennnattern rund.
Eine mehr oder weniger einheitliche Farbmorphe, bei der sowohl die dorsalen als auch ventralen Streifen unauffällig sind oder vollständig fehlen, ist im Tal des mittleren Sambesi anzutreffen. Diese Exemplare wurden in der Vergangenheit als Hybriden zwischen P. subtaeniatus und P. phillipsii angesehen.
Sandrennnattern können am einfachsten in Verbindung mit ihrem Verbreitungsgebiet voneinander unterschieden werden. Die Gelbbauch-Sandrennnatter ist leicht giftig, jedoch für den Menschen ungefährlich.

## Lebensweise

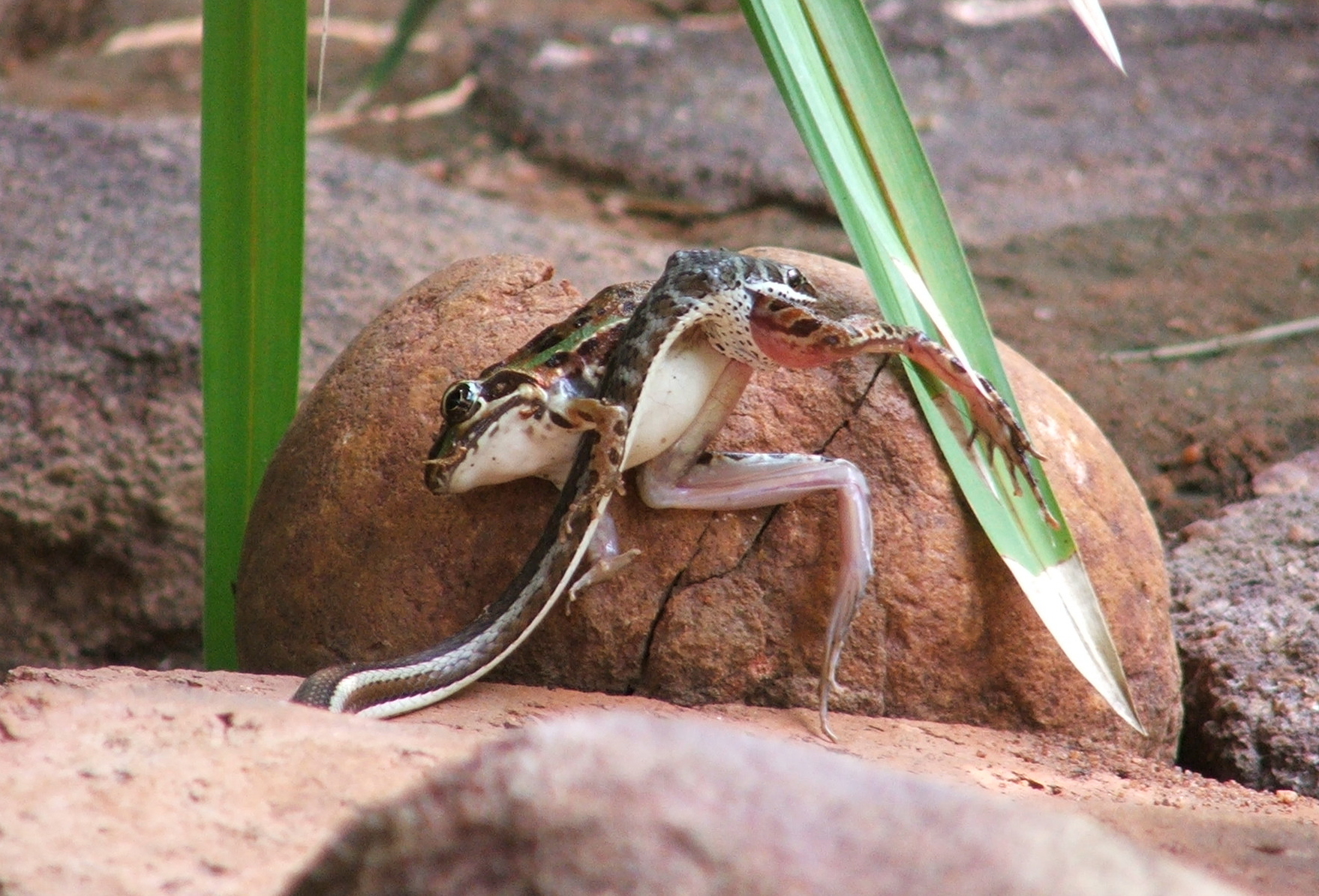
Gelbbauch-Sandrennnatter mit erbeutetem Froschlurch in Limpopo, Südafrika

Die Gelbbauch-Sandrennnatter ist wie alle Arten der Gattung ovipar (eierlegend). Sie kann sich schnell fortbewegen. Zu ihrer Beute zählen Echsen, Froschlurche, Nagetiere, kleine Vögel und andere Schlangen. Sie bewohnt offene Trockensavannen und Veld. Auf der Suche nach Beute sucht sie Sträucher und Buschwerk auf. Sie ist zudem oft auf Felsvorsprüngen zu finden.

## Verbreitung und Gefährdungsstatus
Das Verbreitungsgebiet der Gelbbauch-Sandrennnatter liegt im südlichen Afrika. Es erstreckt sich nach Westen über den Süden Angolas und den Norden Namibias und von dort nach Osten über Botswana bis in den Süden Sambias, nach Simbabwe, den Westen Mosambiks und den Nordosten Südafrikas und Osten Eswatinis. Die IUCN stuft die Art aufgrund ihres weiten Verbreitungsgebiets und häufigen Auftretens als nicht gefährdet (least concern) ein und den Populationstrend als stabil. Sie kommt in einigen Schutzgebieten vor.

## Systematik
Die Gelbbauch-Sandrennnatter ist eine Art aus der Gattung der Sandrennnattern. Sie wurde 1882 von Wilhelm Peters als Psammophis sibilans var. subtaeniata erstbeschrieben. Die ehemaligen Unterarten Psammophis subtaeniatus orientalis und P. s. sudanensis wurden jeweils zum Artstatus erhoben. Im Südosten Simbabwes kommt die Gelbbauch-Sandrennnatter teilweise sympatrisch mit der Östlichen Sandrennnatter (P. orientalis) vor.